# 丹尼爾·維克曼
丹尼爾·維克曼（英語：Daniel Vickerman；1979年6月4日—2017年2月18日）是一位澳大利亞橄欖球運動員。他是澳大利亞國家橄欖球隊的一員，代表澳大利亞參加了2011年世界盃橄欖球賽。